# Mickfield
Mickfield is een civil parish in het bestuurlijke gebied Mid Suffolk, in het Engelse graafschap Suffolk met 231 inwoners.